# Herminiocala daona
Herminiocala daona là một loài bướm đêm trong họ Noctuidae.